# Крнџилица
Крнџилица (буг. Крънджилица) је насељено место у општини Петрич у области Благоевград, Бугарска. Према попису из 2021. године било је 7 становника.
Према бугарском географу и историчару, Василу Канчову, у Крнџилици је 1900. године живело 285 Словена хришћана.